# Барбакан (Краків)

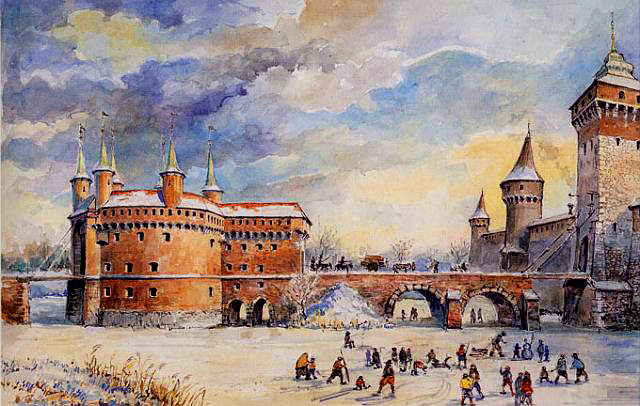
Барбакан в XIX столітті

Барбакан (пол. Barbakan) — історико-архітектурний пам'ятник в Кракові (Польща) розташований на туристичному маршруті Королівська дорога, колишня найпівнічніша частина міських стін. Нині є філією Краківського історичного музею. Охороняється як пам'ятник Малопольського воєводства.

## Історія
Барбакан був побудований в 1498-1499 роках, під час правління польського короля Яна I Ольбрахта, який після битви біля Козмінського лісу очікував нападу на Краків військ господаря Молдавського князівства Стефана Великого.
Спочатку барбакан був з'єднаний із Флоріанськими воротами довгим мостовим переходом і його головною метою був захист цих воріт. На стінах перебували гурдиции, які спиралися на аркади і мали стрільниці. Вхід в барбакан здійснювався з боку краківського району Клепач через звідний міст. Вхід розташовувався майже паралельно лінії зовнішніх стін, що дозволяло захисникам барбакана вести прицільний вогонь по нападниках. Барбакан мав двоє воріт, які з'єднувалися розвідним мостом, розміщеним над заповненим водою ровом. Звідний міст, що з'єднував барбакан із Флоріанськими воротами, мав ширину 2,4 метра і заввишки 3,5 метра.
19 травня 1931 року краківський барбакан був внесений до реєстру пам'яток Малопольського воєводства (№ Ak-I 80/31).

## Нині
Нині краківський барбакан використовується для розміщення експозицій різних музейних виставок, спортивних змагань Чемпіонату Польщі з фехтування, історичних реконструкцій та бальних танців. У літній час у барбакані на постійній основі демонструється проєкційний фільм «Барбакіно — літнє середньовічне кіно у Барбакані».

## Інше
- У 1816 році польський архітектор і сенатор Фелікс Радванський у своєму «Окремому вотумі» виступив проти указу австрійського імператора від 1806 року, який передбачав руйнування по санітарних умовах барбакану та Флоріанських воріт. Фелікс Радванський аргументував свій протест тим, що Краків після руйнування барбакану та Флоріанських воріт буде доступний північним і північно-західним вітрам і жителі Кракова будуть хворіти «флюсом, ревматизмом і можливо паралічем». Аргументація Фелікса Радванского перемогла.
- На барбакані знаходиться меморіальна дошка, присвячена Марцину Орацевичу. Згідно з міською легендою[3], під час барської конфедерації, коли в краківській фортеці закінчилися боєприпаси, Мартін Орацевич зарядив знаряддя срібними ґудзиками від жупана і вбив командувача російською армією Івана Паніна.

- У XX столітті у барбакані був встановлений Воз Джимали — символ боротьби проти понімечення;
- На західній стороні Барбакана в парку Краківські планти до 1997 року знаходився пам'ятник і некрополь з могилами 19 радянських солдатів, загиблих при звільненні Кракова. у 1997 році пам'ятник і останки радянських військовослужбовців були перенесені на Військове кладовище на вулиці Прандоти. Нині на місці колишнього некрополя знаходиться пам'ятник Яну Матейко, який був встановлений 12 листопада 2013 року.